# Donnie Jones
Donald Scott Jones Jr. (Baton Rouge, 5 luglio 1980) è un ex giocatore di football americano statunitense che ha militato nel ruolo di punter nella National Football League (NFL).

## Carriera

### Seattle Seahawks
Al college Jones giocò a football a LSU, vincendo il campionato NCAA. Fu scelto dai Seattle Seahawks nel corso del settimo giro (224º assoluto) del Draft NFL 2004. Giocò sei partite nella sua stagione da rookie, facendo la spola tra la squadra di allenamento e il roster attivo, dividendo il ruolo di punter con Tom Rouen e Ken Walter. Quell'anno calciò 26 punt a una media di 38,0 yard l'uno.

### Miami Dolphins
Jones firmò con i Miami Dolphins il 25 luglio 2005, dove ritrovò il suo allenatore al college Nick Saban. Nella prima stagione con la squadra disputò tutte le 16 partite. La seconda fu invece meno positiva.

### St. Louis Rams
Il 13 aprile 2007 Jones firmò con i St. Louis Rams un contratto quinquennale da 5,5 milioni di dollari. Nella prima stagione con la squadra stabilì un record di franchigia tenendo una media di 47,2 yard per punt, battendo un primato che resisteva dal 1962. Nel 2008 divenne il primo punter nella NFL a tenere una media di 50 yard per punt da Sammy Baugh nel 1940. Per le sue prestazioni fu inserito nel Second-team All-Pro, selezione ottenuta anche l'anno successivo.

### Houston Texans
Jones firmò un contratto di un anno con gli Houston Texans il 29 marzo 2012. Atteso per essere il sostituto temporaneo di Brett Hartmann, sospeso per tre partite, divenne invece il titolare quando Hartmann fu svincolato.

### Philadelphia Eagles

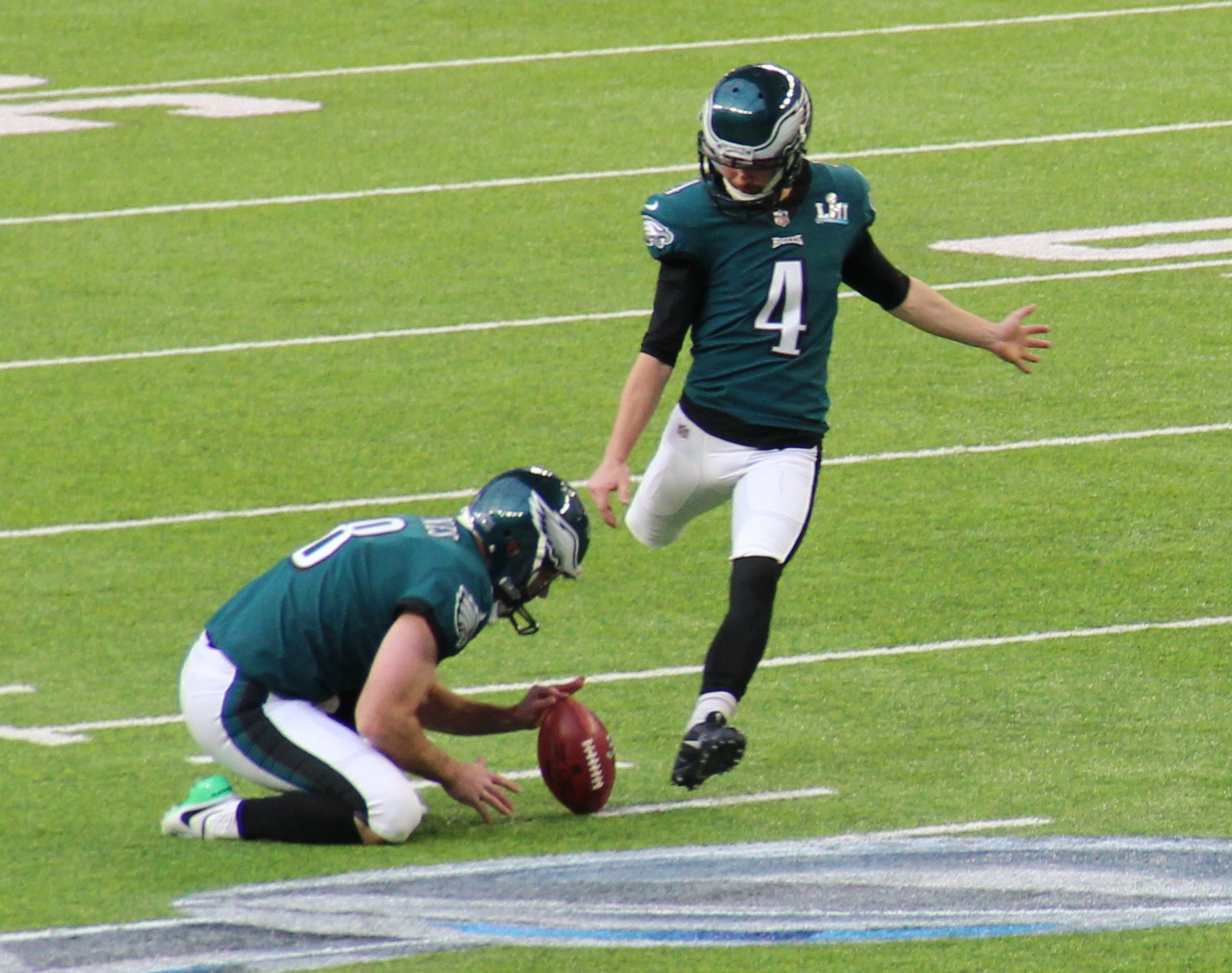
Jones mentre tiene il pallone per Jake Elliott nel riscaldamento del Super Bowl LII

Il 25 marzo 2013 Jones firmò con i Philadelphia Eagles. Nella prima stagione con gli Eagles stabilì un record di franchigia con 40,4 yard nette per punt.
Il 18 novembre 2016 Jones firmò un nuovo contratto triennale da 5,5 milioni di dollari con gli Eagles. Nel 2017 vinse il Super Bowl LII battendo i New England Patriots 41-33. Jones calciò l'unico punt della partita che viaggiò per 41 yard. Nei suoi anni con gli Eagles stabilì i record in carriera della squadra con 45,4 yard lorde per punt, per punt dentro le 20 yard avversarie (138) e per media netta per punt (40,5 yard).
Il 27 febbraio 2018 Jones annunciò il ritiro dalla NFL. Il 4 aprile 2018 tuttavia tornò sui propri passi chiedendo agli Eagles di essere svincolato, affermando di volere tornare a giocare.

### Los Angeles Chargers
Il 2 ottobre 2018 Jones firmò con i Los Angeles Chargers dopo che la squadra svincolò Drew Kaser. Nel 2018 calciò 47 punt a una media di 42,34 yard in 12 gare.

## Palmarès

### Franchigia
- Super Bowl : 1

Philadelphia Eagles: LII
- National Football Conference Championship: 1

Philadelphia Eagles: 2017

### Individuale
- Second-team All-Pro: 2

2008, 2009